# کاوتکا
کاوتکا (انگلیسی: Kavetka) یک شهرک در شهرستان چیشمینسکی در استان باشقیرستان کشور روسیه است.